# Nathalie Bucknall
Nathalie Maria Bucknall (San Petersburgo, 1895- Los Ángeles, 1959) fue una guionista e investigadora cinematográfica británico-estadounidense nacida en Rusia, que era conocida como "La mujer que todo lo sabe" durante su estancia en Hollywood.

## Trayectoria
Nathalie nació en San Petersburgo, Rusia, en 1895. Su padre, Ivan de Fedenko, era consejero de estado.Al estallar la Primera Guerra Mundial se convirtió en enfermera de la Hermandad Kauffman y fue profusamente condecorada por el zar por sus contribuciones durante la guerra. En 1917, se unió al Batallón de mujeres, uno de los pocos grupos de mujeres en el frente de la guerra.
Ese mismo año, mientras estaba en una misión para averiguar sobre las operaciones secretas de los bolcheviques, conoció al teniente comandante George Bucknall de la marina británica. La pareja se casó y ella se convirtió en súbdita británica; continuaron trabajando como agentes de inteligencia. En Moscú, la pareja escapó por poco del pelotón de fusilamiento por negarse a revelar la ubicación de documentos británicos.
En 1918 abandonaron Rusia y Nathalie fue condecorada con la Orden del Imperio Británico.  En 1922 ella y su marido llegaron a Estados Unidos. Después de viajar por el país, se establecieron en Los Ángeles y en 1927, Nathalie se unió al departamento de guiones de MGM. 
Su tiempo en el departamento de guiones no duró mucho, ya que pronto fundó el departamento de investigación de MGM, que acabaría dirigiendo durante años.El estudio dependía tanto de sus amplios conocimientos que los miembros de la prensa la apodaron "La mujer que lo sabía todo". Viajó mucho y tomó muchas fotografías para garantizar la precisión. También recopiló todo tipo de documentos, programas de teatro y curiosidades. Su trabajo también implicaba asegurarse de que los estudios estuvieran protegidos legalmente y evitaran casos de difamación.
Su conocimiento de Rusia le resultó útil para varias producciones de la MGM filmadas en la década de 1930, incluidas Rasputín y Anna Karenina. También hablaba ruso, alemán, francés e inglés con fluidez y dominaba el sueco, el italiano, el español y el noruego, una ventaja importante para su función en el estudio. Además, se dice que fue la primera mujer en obtener un certificado como ingeniera de sonido.  En 1939 escribió dos guiones: Cuatro chicas de blanco y Cinco pimientos pequeños y cómo crecen.
Después de retirarse de la MGM en los años 40, trabajó como coordinadora de salud para el condado de Los Ángeles durante la mayor parte de la década de los 50. Murió en Los Ángeles en 1959. 

## Filmografía
- Five Little Peppers and How They Grow (1939)
- Four Girls in White (1939)